# Acilacris
Acilacris is een geslacht van rechtvleugeligen uit de familie sabelsprinkhanen (Tettigoniidae). De wetenschappelijke naam van dit geslacht is voor het eerst geldig gepubliceerd in 1890 door Bolívar.

## Soorten
Het geslacht Acilacris omvat de volgende soorten:
- Acilacris furcatus Naskrecki, 1996
- Acilacris incisus Naskrecki, 1996
- Acilacris kristinae Naskrecki, 1996
- Acilacris obovatus Naskrecki, 1996
- Acilacris tridens Bolívar, 1890